# Sarnów (powiat gliwicki)
Sarnów (niem. Sarnau) – wieś sołecka w Polsce położona w województwie śląskim, w powiecie gliwickim, w gminie Toszek.
Wierni Kościoła rzymskokatolickiego należą do parafii św. Katarzyny Aleksandryjskiej w Toszku.
W latach 1975–1998 miejscowość należała administracyjnie do województwa katowickiego.